# Kasteel van Sablé
Het Kasteel van Sablé (Frans: Château de Sablé) is een kasteel in de Franse gemeente Sablé-sur-Sarthe. Het kasteel is een beschermd historisch monument sinds 1983.
In de 10e eeuw werd een burcht gebouwd op een hoogte boven de Sarthe. Rond deze burcht groeide de stad Sablé-sur-Sarthe. Aan het begin van de 18e eeuw liet de Franse minister Jean-Baptiste Colbert de Torcy een nieuw kasteel bouwen. Van de middeleeuwse burcht bleven de stallen bewaard.
Het park van het kasteel strekt zich uit langsheen de Vaige, een zijrivier van de Sarthe.